# Зайордання (емірат)
Зайордання або Трансйорданія (араб. إمارة شرق الأردن, латиніз. Imārat Sharq al-Urdun, дос. «емірат на сході від Йордану») — британський протекторат, що був створений у квітні 1921 року після Каїрської конференції 1921 року. Формально територія емірату перебувала у складі Британського мандату в Палестині, втім була цілком автономна. 1946 року емірат став незалежною державою під назвою Хашимітського королівства Зайордання, а Абдалла I — її королем. 1949 року, після Арабо-ізраїльської війни й ухвалення нової конституції, Абдалла I змінив назву держави на Йорданію.

## Історія
За часів існування Османської імперії більша частина Зайордання перебувала у складі Сирійського вілайету. Північна частина країни традиційно асоціювалась із Сирією, а південна — з Аравійським півостровом.
Під час Першої світової війни на території Зайордання відбувались бойові дії. За сприяння британського офіцера Лоуренса шериф Мекки Хусейн ібн Алі організував успішне повстання, що сприяло поразці й розпаду Османської імперії.
Відповідно до таємних положень угоди Сайкса-Піко територія майбутнього Зайордання мала бути передана Великій Британії. Юридично передача управління визначалась Британським мандатом у Палестині, що був виданий Лігою Націй.